# Károly Cserna

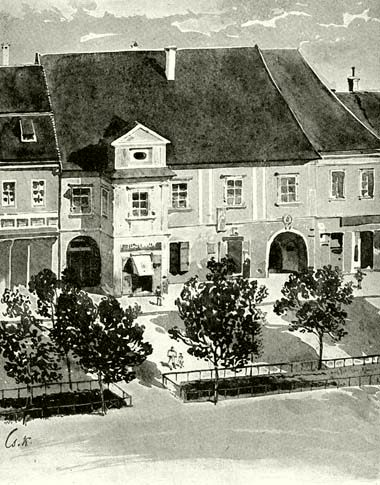
Casa lui Lodovico Gritti din Mediaş, desen de Cserna Karóly

Károly Cserna (n. 3 octombrie 1867, Kunszentmiklós, Bács-Kiskun, Ungaria – d. 14 ianuarie 1944, Budapesta, Regatul Ungariei) a fost un artist maghiar cunoscut pentru participarea sa la ilustrarea seriei de volume dedicate imperiului Austro-Ungar de la sfârșitul secolului al XIX-lea. Ca și Nicolae Grigorescu, a fost pasionat de teme pastorale, unul din motivele favorite fiind carul cu boi. Sunt de asemenea cunoscute tablourile sale cu imagini dintr-o călătorie în Orient.